# گونبوتسک (استان وارمی-ماسوری)
گونبوتسک (به لاتین: Głębock) یک روستا در لهستان است که در گمینا للکووو واقع شده‌است. گونبوتسک ۵۷۰ نفر جمعیت دارد.